# 科斯特湖
科斯特湖（英語：Coast Lake），是南極洲的湖泊，位於羅斯島的羅德斯角，處於弗拉格斯塔夫角以北1.4公里，由英國的探險隊命名，現時由南極條約體系管理。